# Othmar Häfliger
Othmar Häfliger (18 marca 1963 w Cham) – szwajcarski kolarz szosowy, srebrny medalista mistrzostw świata.

## Kariera
Największy sukces w karierze Othmar Häfliger osiągnął w 1983 roku, kiedy wspólnie z Heinzem Imbodenem, Danielem Hegglim i Benno Wissem zdobył srebrny medal w drużynowej jeździe na czas na mistrzostwach świata w Altenrhein. Był to jednak jedyny medal wywalczony przez niego na międzynarodowej imprezie tej rangi. W tej samej konkurencji Szwajcarzy z Häfligerem w składzie zajęli piąte miejsce podczas rozgrywanych dwa lata później mistrzostw świata w Giavera del Montello. Ponadto w 1986 roku wygrał szwajcarskie Grand Prix Kanton Genève i belgijski Circuit Franco-Belge, a rok później wygrał Grand Prix du Canton d'Argovie oraz zajął trzecie miejsce w Wartenberg Rundfahrt. W 1987 roku zajął 109. miejsce w klasyfikacji generalnej Giro d'Italia, a trzy lata później wystartował w Tour de France, ale nie ukończył rywalizacji. Nigdy nie wystąpił na igrzyskach olimpijskich. W 1990 roku zakończył karierę.